# Hatlestrand
Hatlestrand är en kyrkby vid Hardangerfjorden i Kvinnherads kommun i Vestland fylke i västra Norge. Orten hade 450 invånare 2011, vilket var en ökning sedan 1950 då orten hade 385 invånare. Huvudnäringarna är jordbruk, fiskeodling, turism och industri.  
Hatlestrand ligger mellan byarna Ølve, Mundheim och Varaldsøy och är ingångsporten västerifrån till Kvinnherads kommun. Det går en färja mellan den närliggande orten Gjermundshamn, ön Varaldsøy och byn Årsnes på andra sidan Kvinnheradsfjorden, en del av Hardangerfjorden.